# Hnojice
Hnojice är en ort i Tjeckien.   Den ligger i regionen Olomouc, i den östra delen av landet, 210 km öster om huvudstaden Prag. Hnojice ligger 230 meter över havet och antalet invånare är 579.
Terrängen runt Hnojice är platt åt sydväst, men åt nordost är den kuperad.Runt Hnojice är det tätbefolkat, med 257 invånare per kvadratkilometer. Närmaste större samhälle är Olomouc, 13,6 km söder om Hnojice. Trakten runt Hnojice består till största delen av jordbruksmark.